# 関興
関 興（かん こう、204年頃～230年以前）は、中国三国時代の官僚・軍人。蜀漢に仕えた。字は安国。父は関羽。兄弟は関平。子は関統・関彝。少なくとも妻が2人いた。

## 概要
正史では、呂蒙が城に入ると、関羽と他の兵士の家族はすべて保護されている。この家族の中に関興も含まれていたと思われる。関羽の跡を継いだこと、そして諸葛亮からも将来を嘱望された人物であり、馬良の死（222年）後に20歳で侍中・中監軍に任じられる異例の大抜擢を受けた（223年？）が、数年後に没した事が記されているのみである。

## 三国志演義

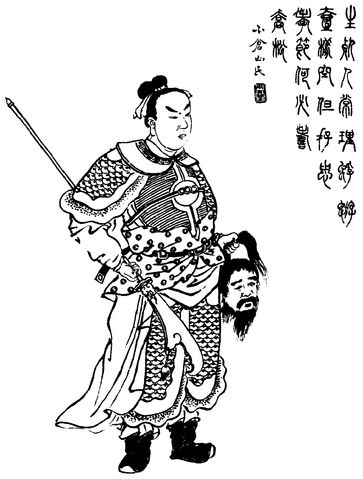
清代の書物に描かれた関興

小説『三国志演義』では弟に関索がいる他、関平は関羽の養子で、関興の義兄となっている。
劉備が荊州の劉表の元に身を寄せると、関羽も同行した。荊州出身の女子を娶った。妻との間に関興と一女を儲けている
父とともに樊城攻めに出陣していたが、戦果を報告するために戦列を離れていたので難を逃れる。劉備が関羽の弔い合戦として呉征伐の軍を挙げる際、その先鋒を張飛の子張苞と武芸比べで争う。勝負は互角であったため、劉備の采配で一年年長の張苞を兄、関興を弟として義兄弟の契りを結ぶ事になる。関羽の弔い合戦では全身に白い鎧をまとって出陣。そこで亡き父の霊に助けられ、父の仇の一人である潘璋を斬り青龍偃月刀を取り返している。呉征伐の終盤、夷陵の戦いにおいては劉備を庇い重傷を負うことになる。しかし以後も蜀の将軍として度重なる北伐に参加し、張苞と同じく武器は父の形見である青龍偃月刀を用い、何度か関羽の霊に助けられつつ活躍する。第4次北伐には病のため参加できず、程なく病没することになっており、諸葛亮はこの訃報を漢中で受け、悲しみのあまり倒れてしまうという描写である。

## 民間伝承・逸話
一説によると、関羽の本当の名前は馮賢（ふう けん）で、解県の教養ある農家に生まれた。青少年時代に農作業をしながら文武に励み、成人すると妻の胡氏を娶ったという。178年5月13日、馮興（後の関興）が生まれたとある。

## 血縁
- 子
  - 関統（異母兄、母の名は不明）
  - 関彝（異母弟、母の名は不明）
- 父
  - 関羽
- 兄弟
  - 関平（兄）

## 登場作品
映画
- 『三国志 関羽 青龍偃月刀 最後の一閃』（2021年、中国、主演：ケニー・クァン）……邦題には「関羽」とあるが、主人公は関羽ではなく関興である[2]。